# Documentary Now!
Documentary Now! è una serie televisiva statunitense di genere falso documentario trasmessa da IFC dal 2015.
Ideata e scritta dai membri del cast di Saturday Night Live Fred Armisen, Bill Hader e Seth Meyers, la serie, si rifà a celebri documentari della storia del cinema, facendone una parodia-omaggio.

## Episodi
| Stagione         | Episodi | Prima TV USA | Prima TV Italia |
| ---------------- | ------- | ------------ | --------------- |
| Prima stagione   | 7       | 2015         | inedita         |
| Seconda stagione | 7       | 2016         | inedita         |
| Terza stagione   | 7       | 2019         | inedita         |

## Produzione
La serie è stata annunciata il 20 marzo 2014, con il titolo provvisorio di American Documentary.
Documentary Now! fa il verso a famosi documentari come Grey Gardens, Nanuk l'esquimese e La sottile linea blu. L'attrice britannica Helen Mirren è stata scelta come conduttrice dei falsi documentari, così da consentire alla serie di apparire serio e realistica. Ognuno degli episodi è stato girato usando un differente stile documentaristico, e "onora alcune delle più importanti storie che non sono davvero accadute".
L'idea per la serie è nata al Saturday Night Live nel 2013, quando Armisen e Hader hanno interpretato delle star del punk rock inglese fallite poiché uniche a supportare Margare Thatcher, nel segmento Ian Rubbish and the Bizzaros: History of Punk (scritto assieme a Meyers e diretto da Thomas), rifacendosi allo stile del documentario This Is Spinal Tap.
Come affermato da Hader, Documentary Now! non intende sminuire i documentari bensì vuole rendere loro omaggio. Proprio per questo, Armisen, Hader e Meyers si sono impegnati a rendere le parodie di famosi documentari in maniera veristica, arrivando a recuperare gli obiettivi fotografici originali usati negli anni venti per il film Nanuk l'eschimese. Inoltre hanno volontariamente evitato qualsiasi somiglianza con lo stile o il montaggio del falso documentario This Is Spinal Tap, per evitare una replica di quello che è stato, secondo Armisen, un "eccezionale precedente" e "uno dei migliori film di sempre".
Due degli episodi sono stati girati in Islanda, mentre le riprese di The Hunt for El Chingon sono state fatte a Tijuana, nel Messico. La serie è stata rinnovata per una terza stagione prevista per il 2019.
Oltre ad Armisen, Hader e Meyers alcuni episodi sono stati scritti con la collaborazione del comico John Mulaney e dello sceneggiatore Erik Kenward, anch'essi come i creatori e i registi con precedente esperienza al SNL. Tutti gli episodi sono stati diretti da Rhys Thomas e Alex Buono.
Gli unici attori ricorrenti sono gli stessi Armisen e Hader. Helen Mirren partecipa alla serie vestendo i panni della conduttrice della serie documentaria. Nella serie appaiono inoltre come guest star John Slattery (1x02, Kunuk Uncovered), Jack Black (1x03, DRONEZ: The Hunt for El Chingon), Aidy Briant (1x05, A Town, a Gangster, a Festival), Maya Rudolph e Paul Thomas Anderson (2x05, Final Transmission), Faye Dunaway, Anne Hathaway, Mia Farrow e Peter Fonda (2x07-2x08, Mr. Runner Up: My Life as an Oscar Bridesmaid, Part 1 and 2).

## Riconoscimenti
La serie è stata nominata per entrambe le stagioni ai Premio Emmy e ai Writers Guild of America Award.